# Phabricator
 (транскр.  Фабрикатор) скуп је алатки за сарадњу у циљу развоја софтвера које се заснивају на вебу. Обухватају: алатку за рецензију кода Differential, прегледач спремишта Diffusion, алат за праћење промена Herald, алатку за праћење грешака Maniphest и вики Phriction. Интегришу се са софтверима Git, Mercurial и Subversion и доступне су за бесплатно преузимање под лиценцом Apache License 2.0.
Phabricator је првобитно развијан као унутрашња алатка на Facebook-у. Главни програмер софтвера је Еван Пристли. Еван је напустио Facebook с намером да настави развој софтвера у новој компанији под називом Phacility.

## Значајни корисници
Значајни корисници Phabricator-а су: 
- [8]
- [10]
- [11]
- [8][12]
- [13]
- [14]
- ///[15]
- [8]
- [8]
- [8]
- [8]
- [16]

## Галерија
- Радна табла софтвера
- Почетна страница
- Пример обрасца за покретање задатка
- Континуирана интеграција
- Неки пројекти Phabricator-а које су дефинисали корисници